# Sindaci di Mirandola
Di seguito l'elenco cronologico dei sindaci di Mirandola e delle altre figure apicali equivalenti che si sono succedute nel corso della storia.

## Regno d'Italia (1861-1946)
| Periodo | Periodo | Primo cittadino      | Partito | Carica                  | Note                                                                                    |
| ------- | ------- | -------------------- | ------- | ----------------------- | --------------------------------------------------------------------------------------- |
| 1886    | 1890    | Domenico Pardini     |         | Sindaco                 |                                                                                         |
| 1890    | 1892    | Leopoldo Montanari   |         | Sindaco                 |                                                                                         |
| 1892    | 1895    | Giuseppe Barbieri    |         | Sindaco                 |                                                                                         |
| 1895    | 1899    | Giuseppe Sillingardi |         | Sindaco                 |                                                                                         |
| 1899    | 1901    | Benvenuto Tabacchi   |         | Sindaco                 |                                                                                         |
| 1901    | 1903    | Francesco Salvioli   |         | Sindaco                 |                                                                                         |
| 1903    | 1905    | Alfredo Molinari     |         | Sindaco                 |                                                                                         |
| 1905    | 1907    | Benvenuto Tabacchi   |         | Sindaco                 |                                                                                         |
| 1907    | 1908    | Alfredo Molinari     |         | Sindaco                 |                                                                                         |
| 1908    | 1912    | Francesco Salvioli   |         | Sindaco                 |                                                                                         |
| 1912    | 1920†   | Attilio Lolli        |         | Sindaco                 | Dopo la sua morte, fu nominato sindaco pro tempore Vito Vischi                          |
| 1920    | 1922    | Bartolomeo Secchi    |         | Sindaco                 | Poi sostituito dai commissari prefettizi Vico Vischi, Giulio Pucci e Roberto Melchiorri |
| 1922    | 1924    | Dario Ferraresi      |         | Sindaco                 |                                                                                         |
| 1924    | 1926    | Enrico Tabacchi      |         | Sindaco                 |                                                                                         |
| 1926    | 1928    | Umberto Trapletti    |         | Podestà                 |                                                                                         |
| 1928    | 1929    | Paolo Provvisionato  |         | Commissario prefettizio |                                                                                         |
| 1930    | 1936    | Enrico Tabacchi      |         | Podestà                 |                                                                                         |
| 1936    | 1940    | Ferruccio Pinotti    |         | Podestà                 |                                                                                         |
| 1940    | 1941    | Enrico Tabacchi      |         | Commissario prefettizio | Poi Ferruccio Pinotti (podestà)                                                         |
| 1941    | 1943    | Wainer Bonomi        |         | Podestà                 | Poi Luigi Pederzini (podestà)                                                           |
| 1944    | 1945    | Alberto Paltrineri   |         | Podestà                 |                                                                                         |

## Repubblica italiana (dal 1946)
| Sindaci eletti dal Consiglio comunale (1946-1995)    | Sindaci eletti dal Consiglio comunale (1946-1995) | Sindaci eletti dal Consiglio comunale (1946-1995) | Sindaci eletti dal Consiglio comunale (1946-1995) | Sindaci eletti dal Consiglio comunale (1946-1995) | Sindaci eletti dal Consiglio comunale (1946-1995) | Sindaci eletti dal Consiglio comunale (1946-1995) | Sindaci eletti dal Consiglio comunale (1946-1995) | Sindaci eletti dal Consiglio comunale (1946-1995) |
| Nominativo                                           | Nominativo                                        | Partito                                           | Partito                                           | Giunta                                            | Giunta                                            | Mandato                                           | Mandato                                           | Elezioni                                          |
| Nominativo                                           | Nominativo                                        | Partito                                           | Partito                                           | Giunta                                            | Giunta                                            | Inizio                                            | Fine                                              | Elezioni                                          |
| ---------------------------------------------------- | ------------------------------------------------- | ------------------------------------------------- | ------------------------------------------------- | ------------------------------------------------- | ------------------------------------------------- | ------------------------------------------------- | ------------------------------------------------- | ------------------------------------------------- |
|                                                      | Nino Lolli                                        |                                                   | Partito Socialista Italiano                       |                                                   | PCI-PSI                                           | 1945                                              | 1948                                              | 1946                                              |
|                                                      | Oreste Gelmini                                    |                                                   | Partito Comunista Italiano                        | 1948                                              | PCI-PSI                                           | 1951                                              |                                                   | 1946                                              |
|                                                      | Oreste Gelmini                                    | PCI                                               | Partito Comunista Italiano                        | 1951                                              | 1955                                              | 1951                                              |                                                   |                                                   |
|                                                      | Oreste Gelmini                                    | PCI                                               | Partito Comunista Italiano                        | 1955                                              | 1960                                              | 1955                                              |                                                   |                                                   |
|                                                      | Gelsomino Gherardi                                |                                                   | Partito Comunista Italiano                        |                                                   | PCI                                               | 1960                                              | 1965                                              | 1960                                              |
|                                                      | Gelsomino Gherardi                                | PCI                                               | Partito Comunista Italiano                        | 1965                                              | 1970                                              | 1965                                              |                                                   |                                                   |
|                                                      | Gelsomino Gherardi                                | PCI                                               | Partito Comunista Italiano                        | 1970                                              | 1975                                              | 1970                                              |                                                   |                                                   |
|                                                      | Benito Secchi                                     |                                                   | Partito Comunista Italiano                        |                                                   | PCI                                               | 1975                                              | 1980                                              | 1975                                              |
|                                                      | Benito Secchi                                     | PCI                                               | Partito Comunista Italiano                        | 1980                                              | 1985                                              | 1980                                              |                                                   |                                                   |
|                                                      | Corrado Neri                                      |                                                   | Partito Comunista Italiano                        |                                                   | PCI                                               | 1985                                              | 1990                                              | 1985                                              |
|                                                      | Corrado Neri                                      | Partito Democratico della Sinistra                |                                                   | PCI                                               | 1990                                              | 1995                                              | 1990                                              |                                                   |
| Sindaci eletti direttamente dai cittadini (dal 1995) |                                                   |                                                   |                                                   |                                                   |                                                   |                                                   |                                                   |                                                   |
| Nominativo                                           | Nominativo                                        | Partito                                           | Partito                                           | Coalizione                                        | Coalizione                                        | Mandato                                           | Mandato                                           | Elezioni                                          |
| Nominativo                                           | Nominativo                                        | Partito                                           | Partito                                           | Coalizione                                        | Coalizione                                        | Inizio                                            | Fine                                              | Elezioni                                          |
|                                                      | Alberto Morselli                                  |                                                   | Partito Democratico della Sinistra                |                                                   | PDS-PdD                                           | 1995                                              | 1999                                              | 1995                                              |
|                                                      | Luigi Costi                                       |                                                   | Democratici di Sinistra                           |                                                   | DS-Dem-PPI                                        | 1999                                              | 2004                                              | 1999                                              |
|                                                      | Luigi Costi                                       | DS-DL-PdCI-PRC                                    | Democratici di Sinistra                           | 2004                                              | 2009                                              | 2004                                              |                                                   |                                                   |
|                                                      | Maino Benatti                                     |                                                   | Partito Democratico                               |                                                   | PD-IdV-SEL                                        | 2009                                              | 2014                                              | 2009                                              |
|                                                      | Maino Benatti                                     | PD-Lista civica                                   | Partito Democratico                               | 2014                                              | 2019                                              | 2014                                              |                                                   |                                                   |
|                                                      | Alberto Greco                                     |                                                   | Lega per Salvini Premier                          |                                                   | LSP-FI                                            | 2019                                              | 2024                                              | 2019                                              |
|                                                      | Letizia Budri                                     |                                                   | Lega per Salvini Premier                          |                                                   | LSP-FDI-FI                                        | 2024                                              | in carica                                         | 2024                                              |